# 奉納船

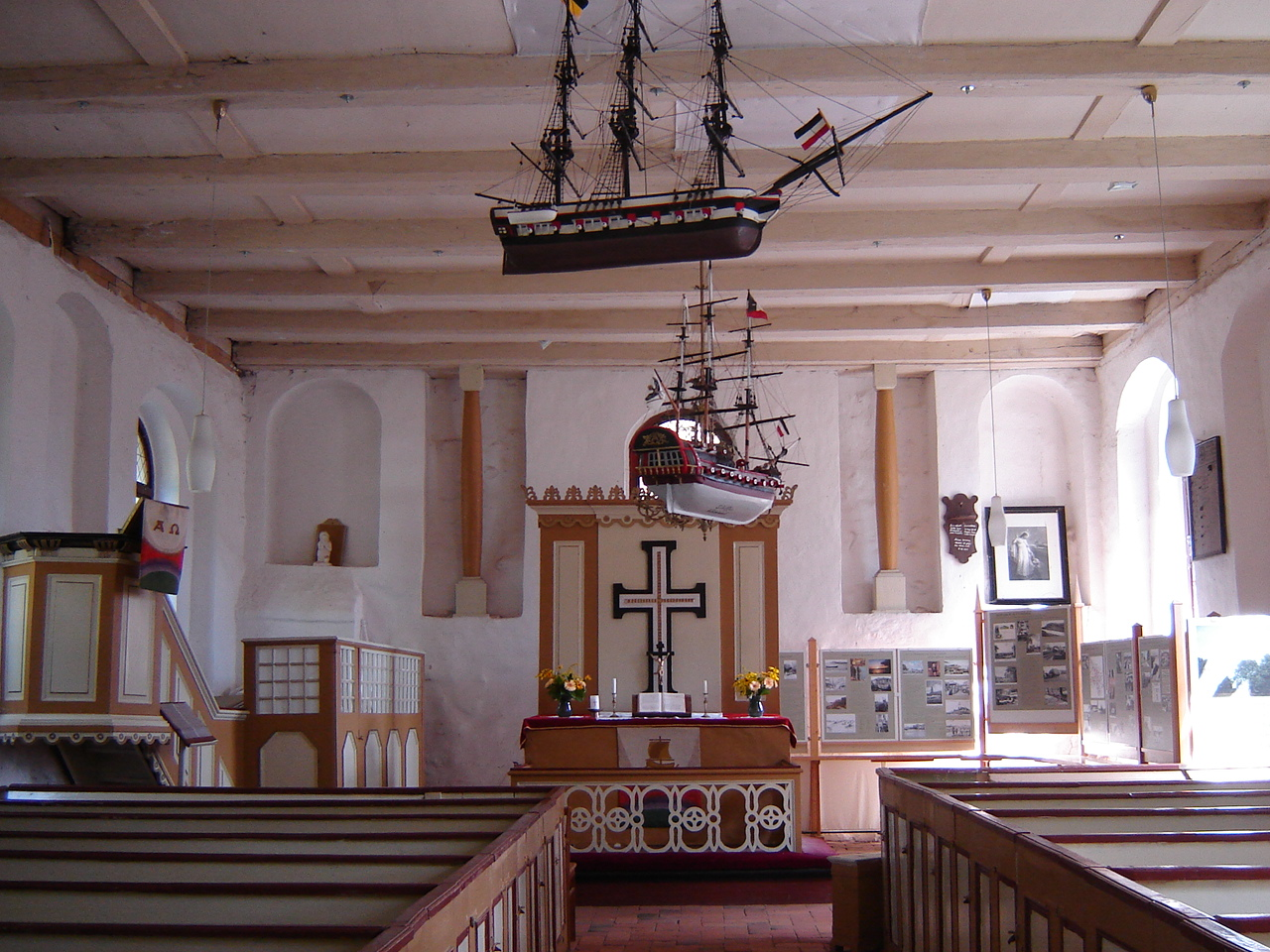
教会に展示される奉納船

奉納船（ほうのうせん、英: Votive ship）とは、神に奉納された船舶模型である。目的は、航海の安全祈願、救助されたお礼などである。
ヨーロッパ、中国、日本など広い地域にみられる。

## 地域
- 古代ギリシアなど - 奉納品や副葬品として船の模型が作られた[5][6]。
- ヨーロッパ - 教会に奉納され展示される。ノルウェー[7]、フィンランド、スウェーデン、デンマーク、ドイツ、スペイン、イギリスなどで見られる。大航海時代が始まった15世紀から奉納されるようになった[8]。
- 中国 - 航海の安全を司る媽祖廟に奉納される。
- 日本 - 北前船等の船問屋が始まった18世紀ごろから奉納されている[3][9]。奉納和船などと呼ばれる。

## その他
船絵馬などの船の絵も奉納された。北欧などでも絵画の形で奉納されている。
こういった絵画は、ヨーロッパではEx-Voto Marinsと呼ばれ、帆布に船で使う塗料のあまりから描いた物から、画家に頼んだものまで様々である。
日本で「船絵馬」が奉納されるようになったのは、江戸時代から明治時代である。もともと絵馬は、神に捧げる神馬が高価で神社側も管理が大変だったため馬の絵を捧げたのが始まりだが、それに続いて船を絵馬としたものが船絵馬である。ヨーロッパの構図と似たようなものもあるが、キリスト教がご禁制であったことから民間に文化が伝わるとも考えられず、日本海事科学振興財団の研究者は、日本独自に奉納がなされるようになり、構図も「苦しいときの神頼み」は世界共通で似たような考えから生まれたものではないかと考えている。

## ギャラリー

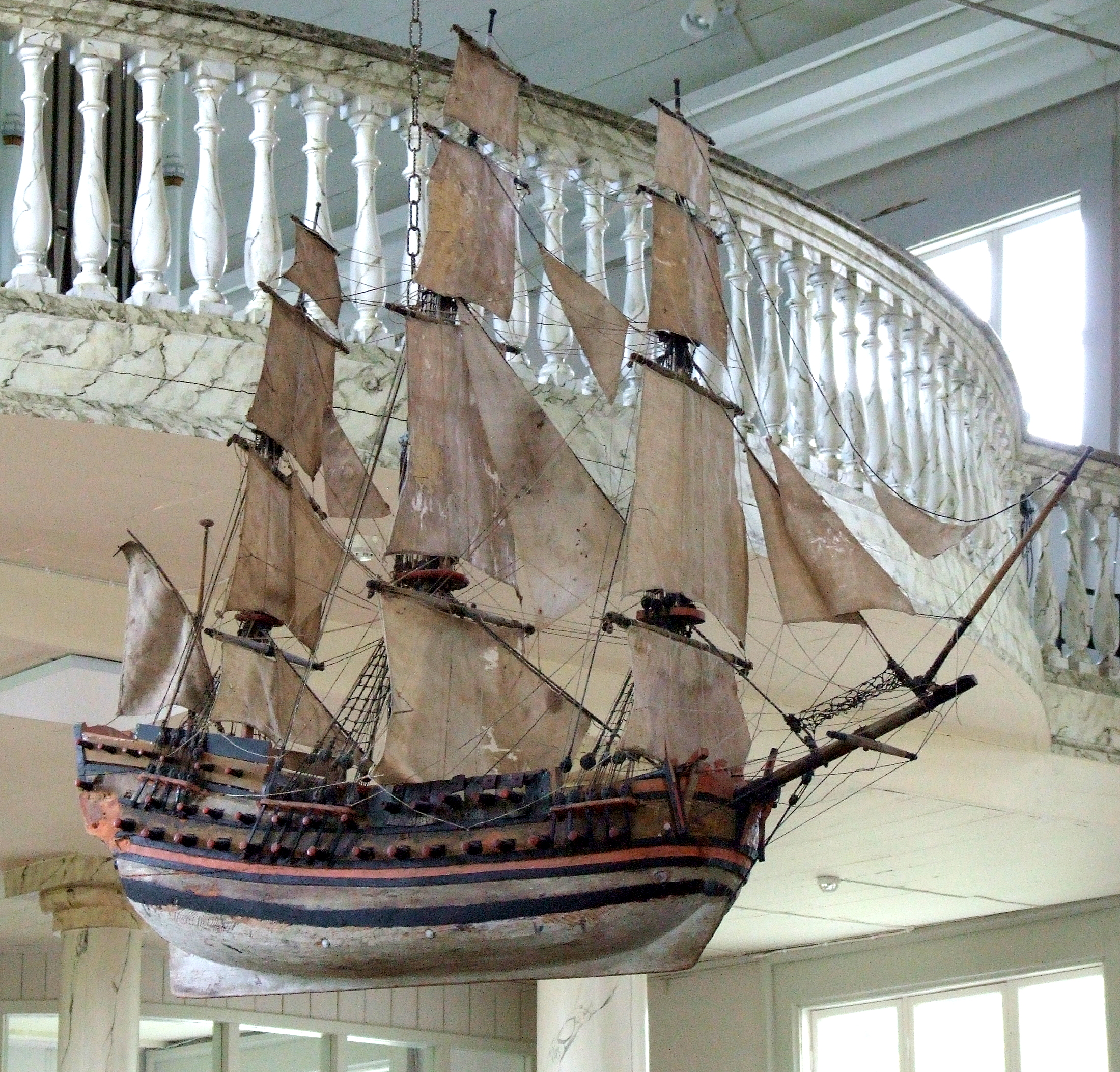
フィンランドのLimingan教会（フィンランド語版）
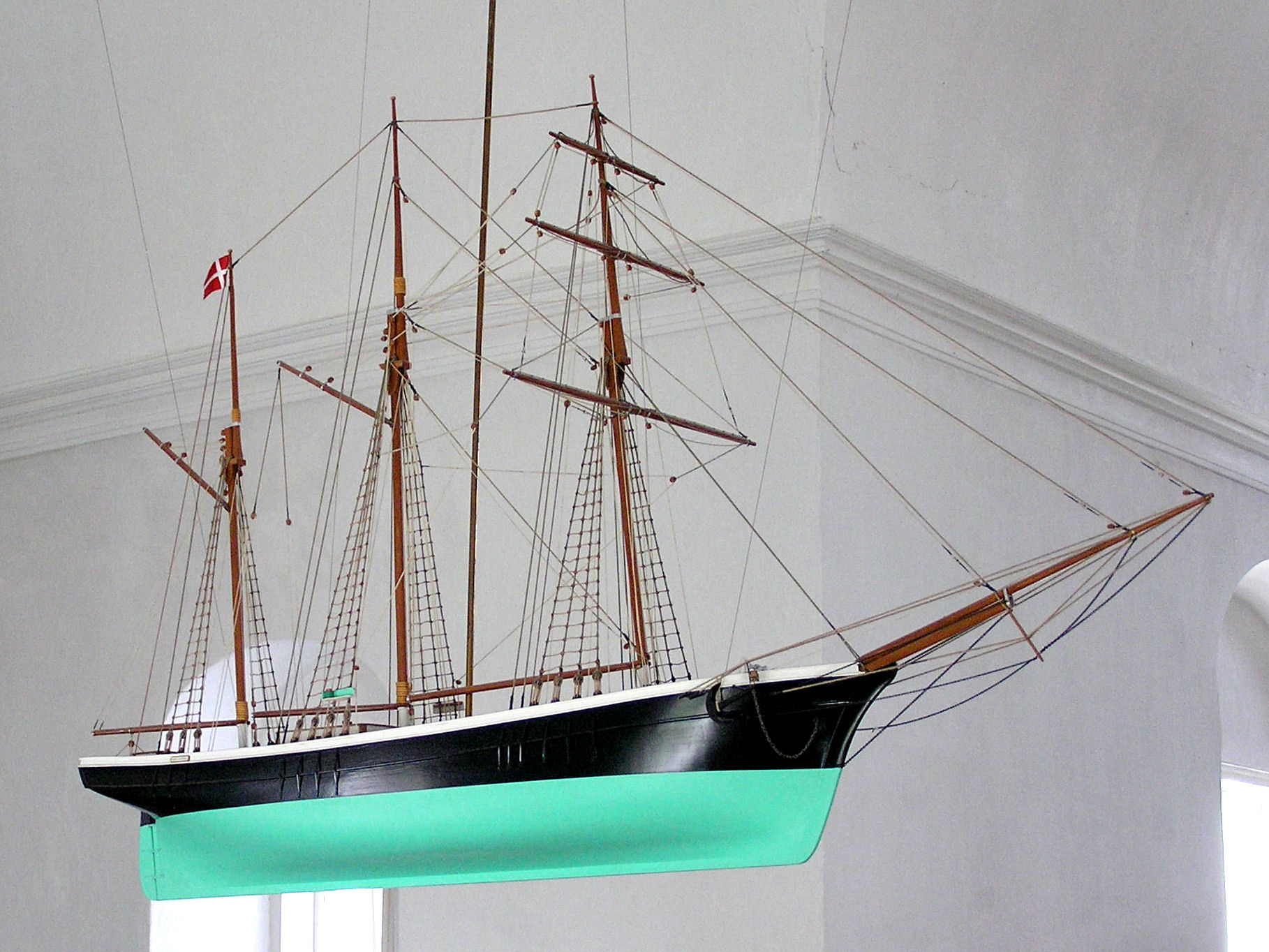
デンマークのNexø Church（英語版）
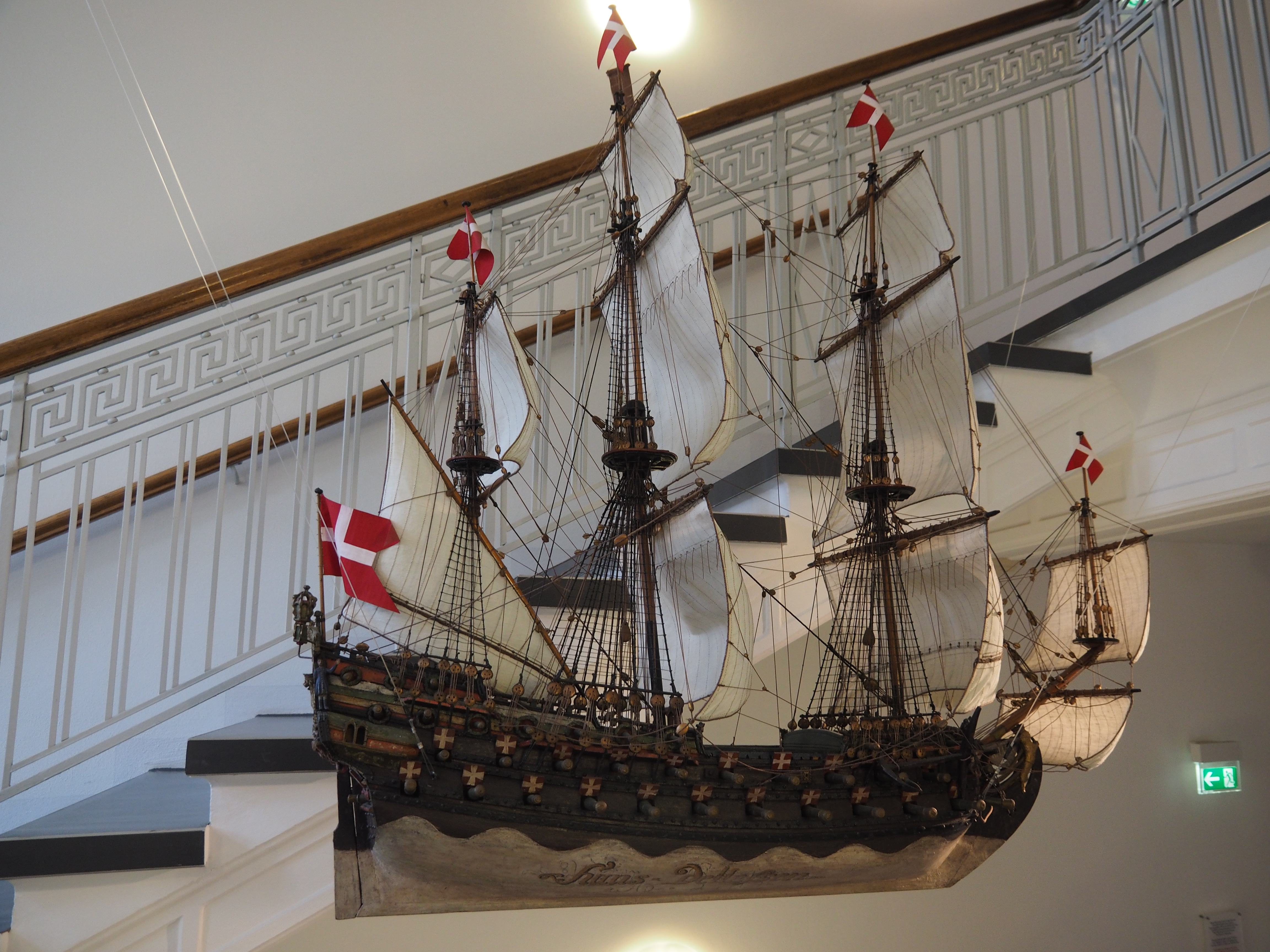
ドイツ、Großsoltの教会にあったもの、フレンスブルク海事博物館（ドイツ語版）にて展示
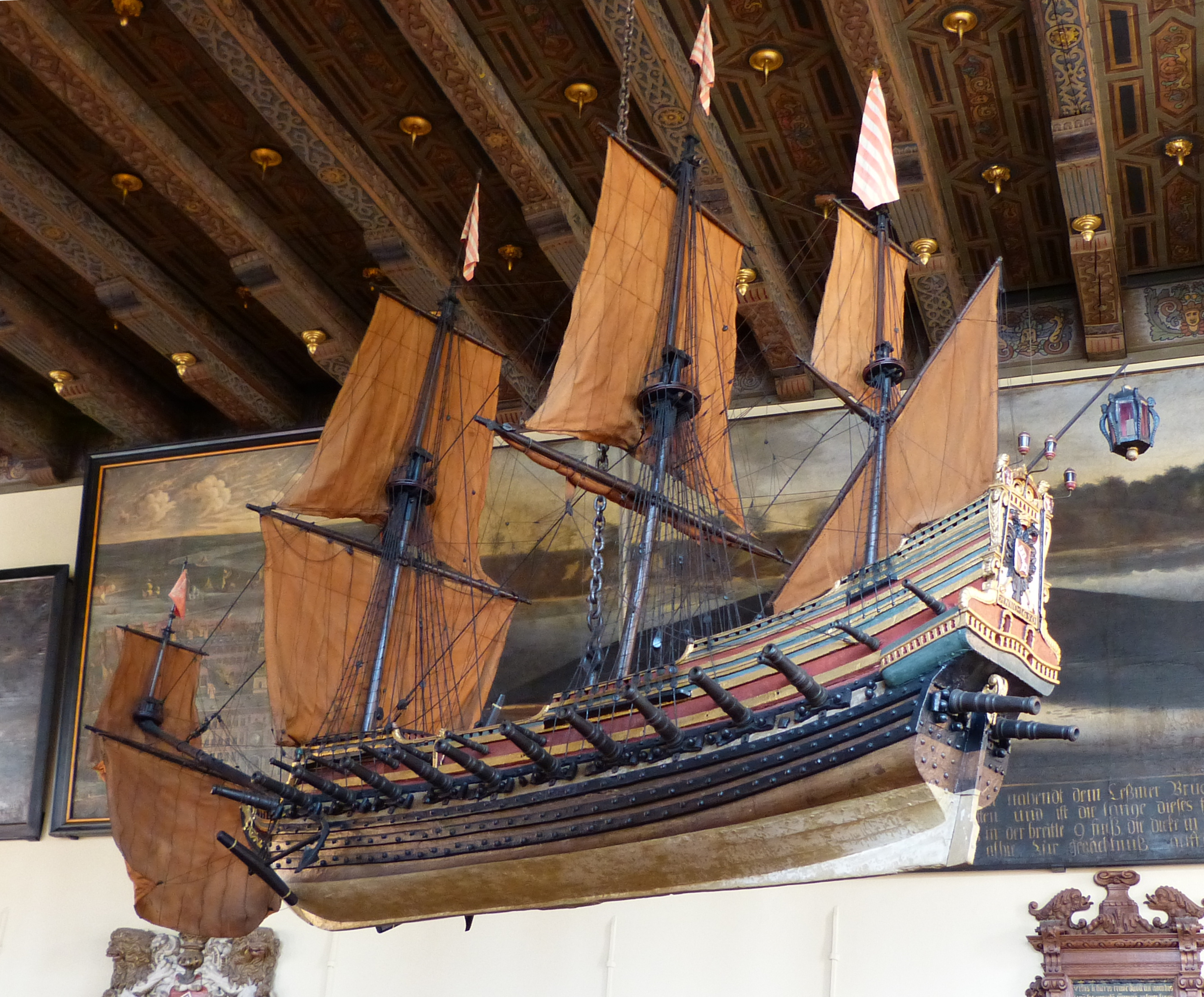
ドイツ、ブレーメン市庁舎に展示されている船模型
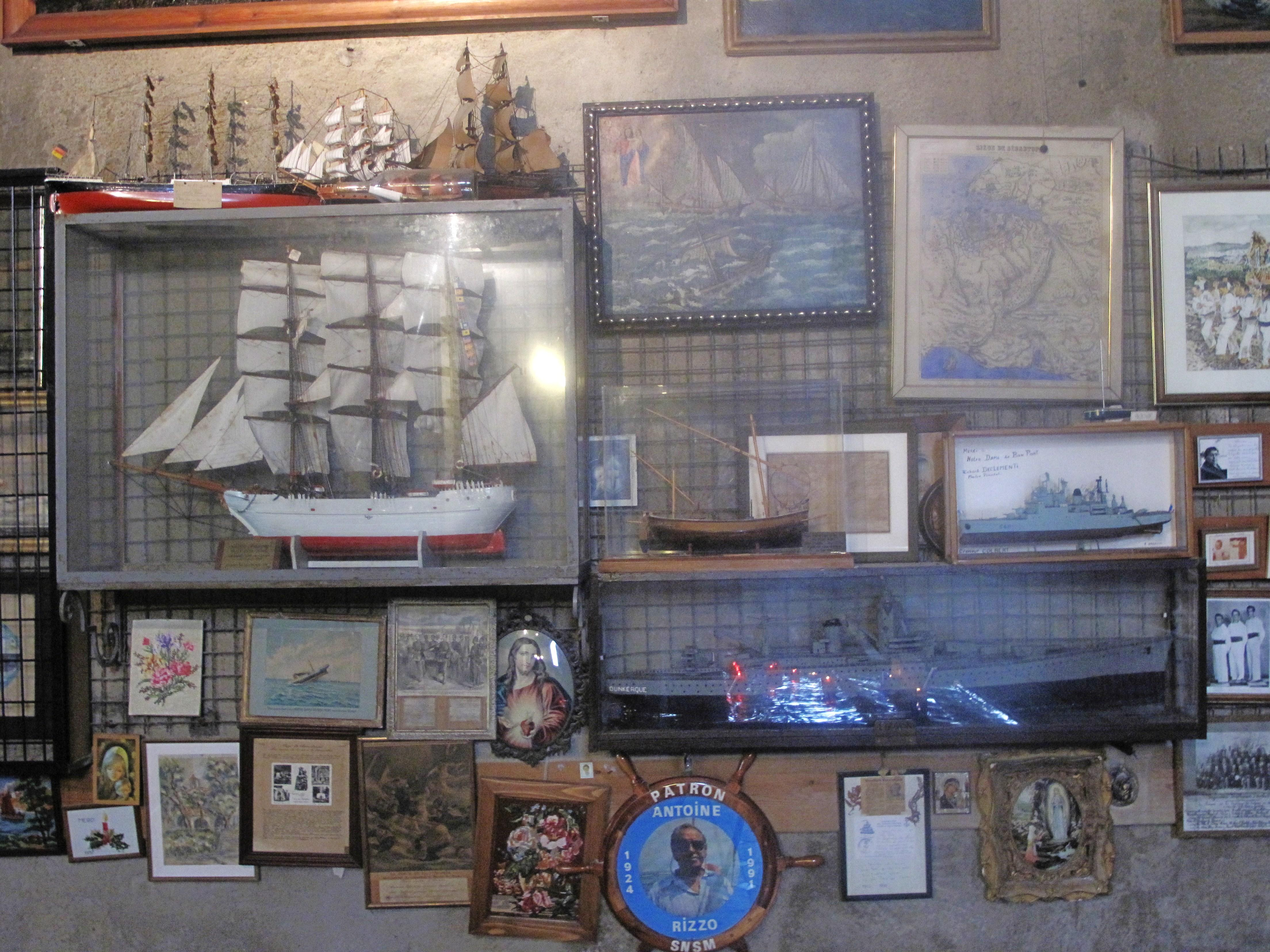
フランス、アンティーブのノートルダム寺院に奉納された船模型